# Серебристая поганка
Серебристая поганка (лат. Podiceps occipitalis) — вид птиц из семейства поганковых. Распространена на западе и юге Южной Америки на пресноводных и солоноватых озёрах. Встречается на высоте до 4000 м.

## Описание
Длина тела около 28 см. Существует два подвида, окрас которых существенно различен. Южная форма похожа на поганку Тачановского.

## Биология
Питаются водными беспозвоночными, которых серебристые поганки ловят, ныряя в воду. Едят личинок и взрослых ручейников, водных жуков, комаров-звонцов и гребляков.
Птицы гнездятся колониями на пресноводных озёрах. Гнездо часто состоит из плавучих растений. В Колумбии гнездование зарегистрировано в феврале, в Перу с сентября по март, причём большинство яиц было отложено с ноября по январь.

## Подвиды
Международный союз орнитологов выделяет два подвида:
- Podiceps occipitalis juninensis von Berlepsch & Stolzmann, 1894 — от Колумбии до северо-запада Аргентины и север Чили
- Podiceps occipitalis occipitalis Garnot, 1826 — центральная часть и юг Чили и Аргентина, Фолклендские острова